# Česká televize
Česká televize (en español: «Televisión checa»), también conocida por sus siglas ČT, es la empresa de televisión pública de la República Checa. Fue fundada el 1 de enero de 1992 y actualmente gestiona seis canales: dos generalistas (ČT1, y ČT2) y cuatro temáticos (ČT24, ČT Sport, ČT :D y ČT Art).
El grupo es heredero de la antigua Československá televize («Televisión checoslovaca»), fundada en 1953 y en activo hasta la separación entre República Checa y Eslovaquia. Los checos se quedaron con la marca y canales del antiguo organismo público para crear Česká televize, mientras que los eslovacos fundaron una nueva empresa, Slovenská televízia.
La televisión pública es una empresa independiente de la radio pública (Český rozhlas). Ambas son miembros de la Unión Europea de Radiodifusión desde 1993.

## Historia

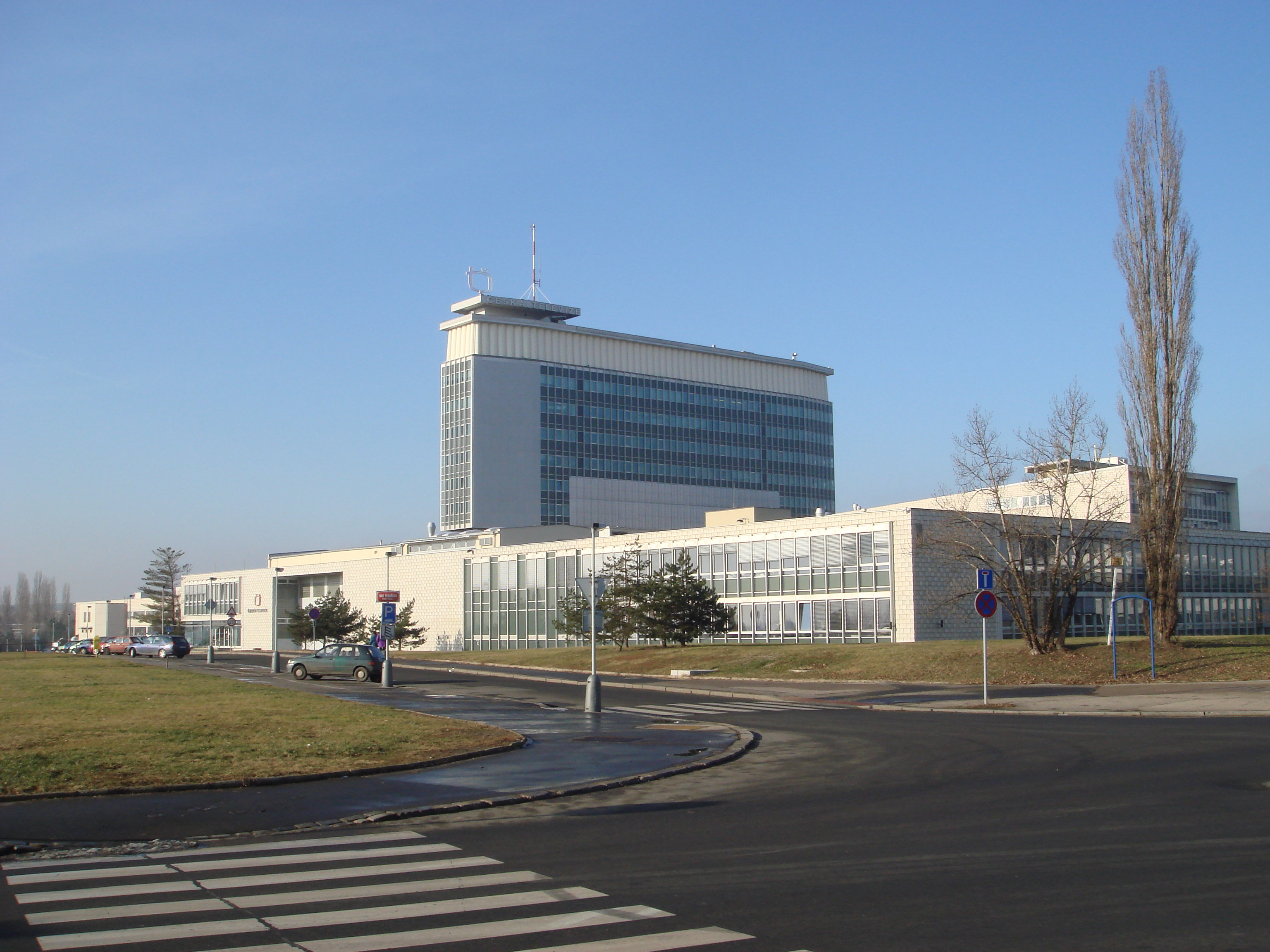
Sede central de Česká televize en Praga.

El origen de Česká televize se encuentra en la antigua Československá televize («Televisión checoslovaca»), con sede en Praga. Las emisiones en pruebas empezaron el 1 de mayo de 1953 y se hicieron regulares el 24 de febrero de 1954. La cobertura se amplió en poco tiempo para toda Checoslovaquia gracias a la apertura de centros de producción en Ostrava (1955), Bratislava (1956), Brno (1961) y Košice (1962).
El 10 de mayo de 1970 se creó el segundo canal de televisión (ČT2) y ese mismo año se inició la emisión experimental de programas en color, bajo sistema SECAM. Mientras la segunda cadena ya emitía en color en 1973, la primera no lo hizo hasta dos años después. Para 1979 se inauguró una sede central en Praga que unificaba todos los estudios, anteriormente ubicados en distintos puntos de la capital.
Tras la Revolución de Terciopelo de 1989 la empresa vivió importantes cambios organizativos, relacionados con el proceso de disolución de Checoslovaquia. A comienzos de la década de 1990 el primer canal se convirtió en una televisión federal (F1), mientras que el segundo se dividió en dos canales nacionales: Česká televize en Chequia y Slovenská televízia en Eslovaquia. Por otro lado se creó una tercera señal, OK3, que emitía contenidos de canales internacionales.
La actual Česká televize nació el 1 de enero de 1992 como la empresa pública de televisión de la nueva República Checa. La nueva entidad se quedó con la sede central de Praga y tres canales de televisión (ČT1, ČT2, ČT3), si bien el tercero desapareció en 1994 porque el gobierno checo cedió espacio radioeléctrico para un canal privado, TV Nova. Mientras el primer canal asumió una programación generalista, el segundo adoptó un perfil cultural y alternativo.
Entre 2000 y 2001 la televisión checa vivió una grave crisis política por la elección como director de Jiří Hodač, a quien sus críticos consideraban cercano al primer ministro Václav Klaus. Los trabajadores se manifestaron contra el nombramiento y ocuparon el estudio de los servicios informativos, llegando incluso a grabar y emitir noticiarios independientes de los oficiales. En sus movilizaciones contaron con el apoyo del presidente checo Václav Havel. El nuevo director se negó a dimitir en primera instancia e incluso interrumpió la emisión de Česká televize el 28 de diciembre de 2000. Finalmente, una manifestación de apoyo a los empleados con más de 100.000 asistentes provocó la dimisión de Hodač el 12 de enero de 2001 y el cese de su directora de informativos, Jana Bobošíková, un mes después.
Con la llegada de la televisión digital terrestre, Česká televize creó dos canales nuevos: el informativo ČT24 en 2005 y el deportivo ČT4 Sport (actual ČT Sport) en 2006. El 31 de agosto de 2013 se pusieron en marcha dos canales más: ČT:D (infantil) y ČT Art (cultural). Desde 2020 hasta 2023 existió un tercer canal, ČT3, que recuperaba programas del archivo de Československá televize.

## Organización

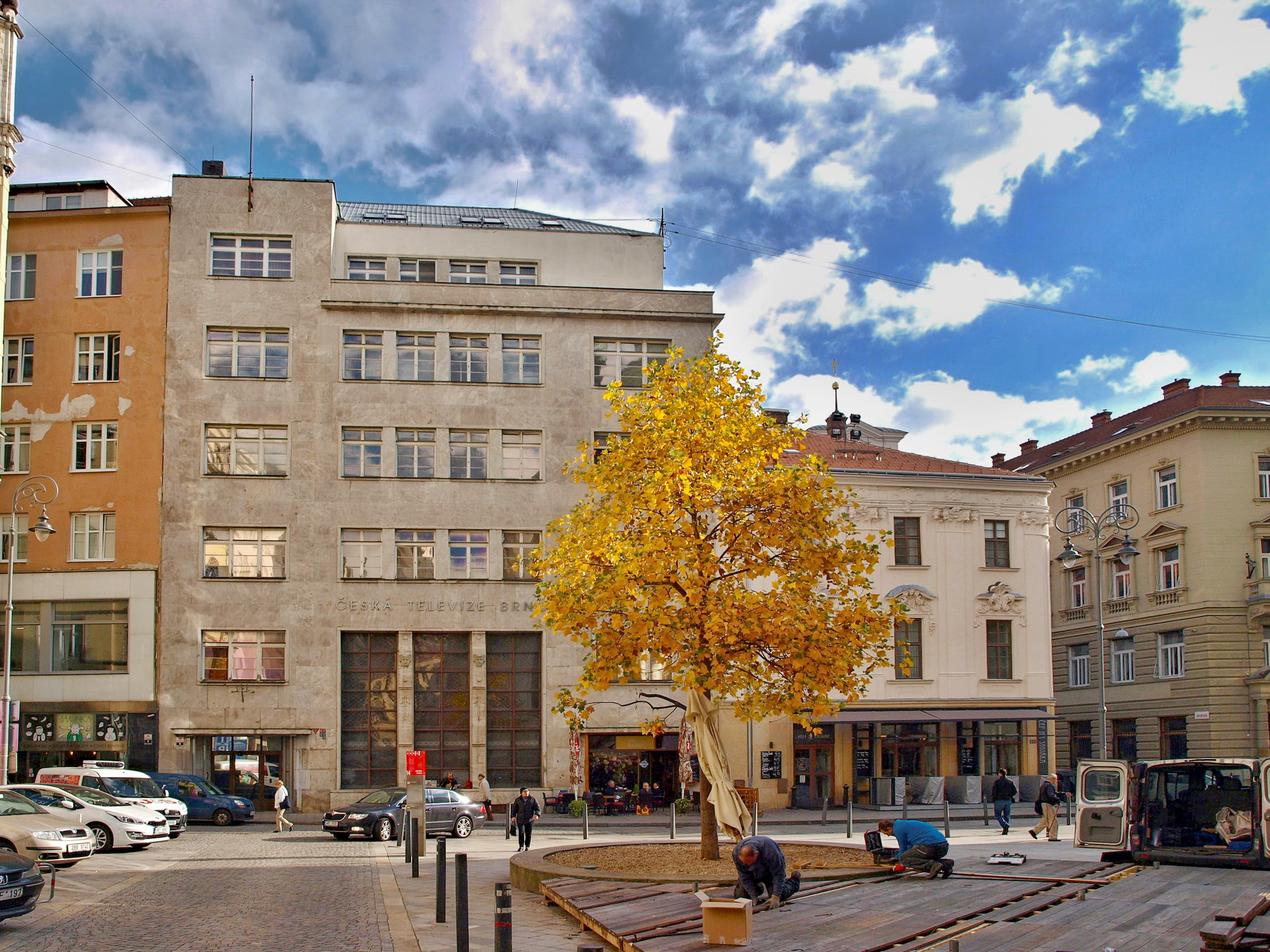
Delegación de Česká televize en Brno.

Česká televize es una empresa pública estatal. Tiene la sede central en Praga y dos estudios de televisión en Brno y Ostrava. Su marco jurídico es el Estatuto de la Televisión Checa de 2005.
El mayor órgano directivo es el Consejo de la Televisión Checa, que está formado por quince miembros y se encarga de asegurar el cumplimiento del servicio público y los estatutos del grupo. Los consejeros eligen al director general, que ejerce por un mandato de seis años. Por otro lado, los consejeros son elegidos por la cámara de diputados del parlamento checo para un mandato de seis años, y un tercio del Consejo debe renovarse cada dos años con posibilidad de reelección. Las distintas organizaciones sociales pueden proponer al parlamento sus candidatos ideales. Existe una ley de incompatibilidades políticas y económicas para garantizar una mayor independencia del cargo.
La empresa se financia con un impuesto directo para las empresas checas de radiodifusión pública. El resto del presupuesto se cubre con la venta de publicidad y patrocinios. Existe una Comisión de Vigilancia que funciona como órgano asesor del Consejo para asuntos relacionados con la inspección de la gestión financiera del grupo.
La radio checa (Český rozhlas) y la televisión checa funcionan por separado y no pertenecen a la misma organización.

## Servicios
Česká televize gestiona seis canales de televisión en cinco frecuencias.
| Logo | Canal de televisión | Información |
| ---- | ------------------- | --- |
|      | ČT1 (Jednička)      | Su programación es generalista con espacios informativos, series, producción propia y entretenimiento. Comenzó sus emisiones el 1 de mayo de 1953.                             |
|      | ČT2 (Dvojka)        | Apuesta por una programación cultural y de servicio público. Emite documentales, películas en versión original subtitulada y series. Comenzó a emitir el 1 de enero de 1993.   |
|      | ČT24                | Canal de información continua. Comenzó sus emisiones el 2 de mayo de 2005. |
|      | ČT Sport            | Emite competiciones deportivas, programas y documentales temáticos. Anteriormente conocido como ČT4, se puso en marcha el 10 de febrero de 2006.                               |
|      | ČT :D (Déčko)       | Canal infantil y juvenil que emite desde las 6:00 hasta las 20:00. Comparte franja con ČT Art. Comenzó sus emisiones el 31 de agosto de 2013.                                  |
|      | ČT Art              | Canal dedicado a la cultura y las artes escénicas, emite desde las 20:00 hasta las 6:00. Comparte franja con el canal infantil. Comenzó sus emisiones el 31 de agosto de 2013. |

Extintos
| Logo | Canal de televisión | Información |
| ---- | ------------------- | --- |
|      | ČT HD               | Inició emisiones el 31 de agosto del 2009. Canal de alta definición de ČT, que transmitía programas de ČT1, ČT2 y ČT Sport. El 1 de marzo de 2012, el canal se transformó en ČT1 HD, ČT2 HD y ČT Sport HD.                  |
|      | ČT3 (Trojka)        | Inició emisiones el 23 de marzo de 2020. Emitía programas del archivo de Československá televize, series y películas antiguas de producción checa y eslovaca. Se cerró el 1 de enero de 2023 por problemas presupuestarios. |

## Imagen corporativa

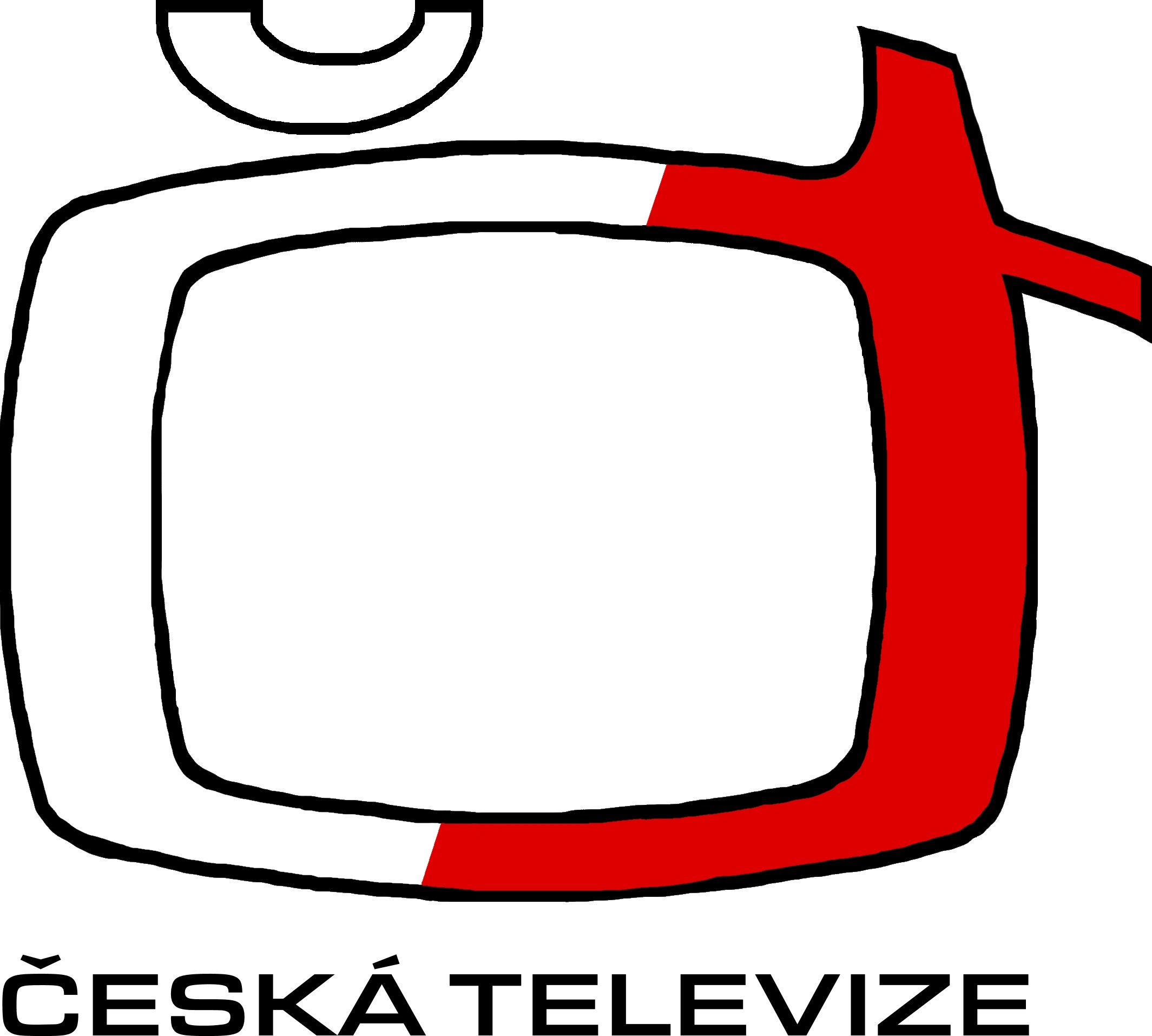
Primer logo de ČT usado desde 1993 hasta 1997.
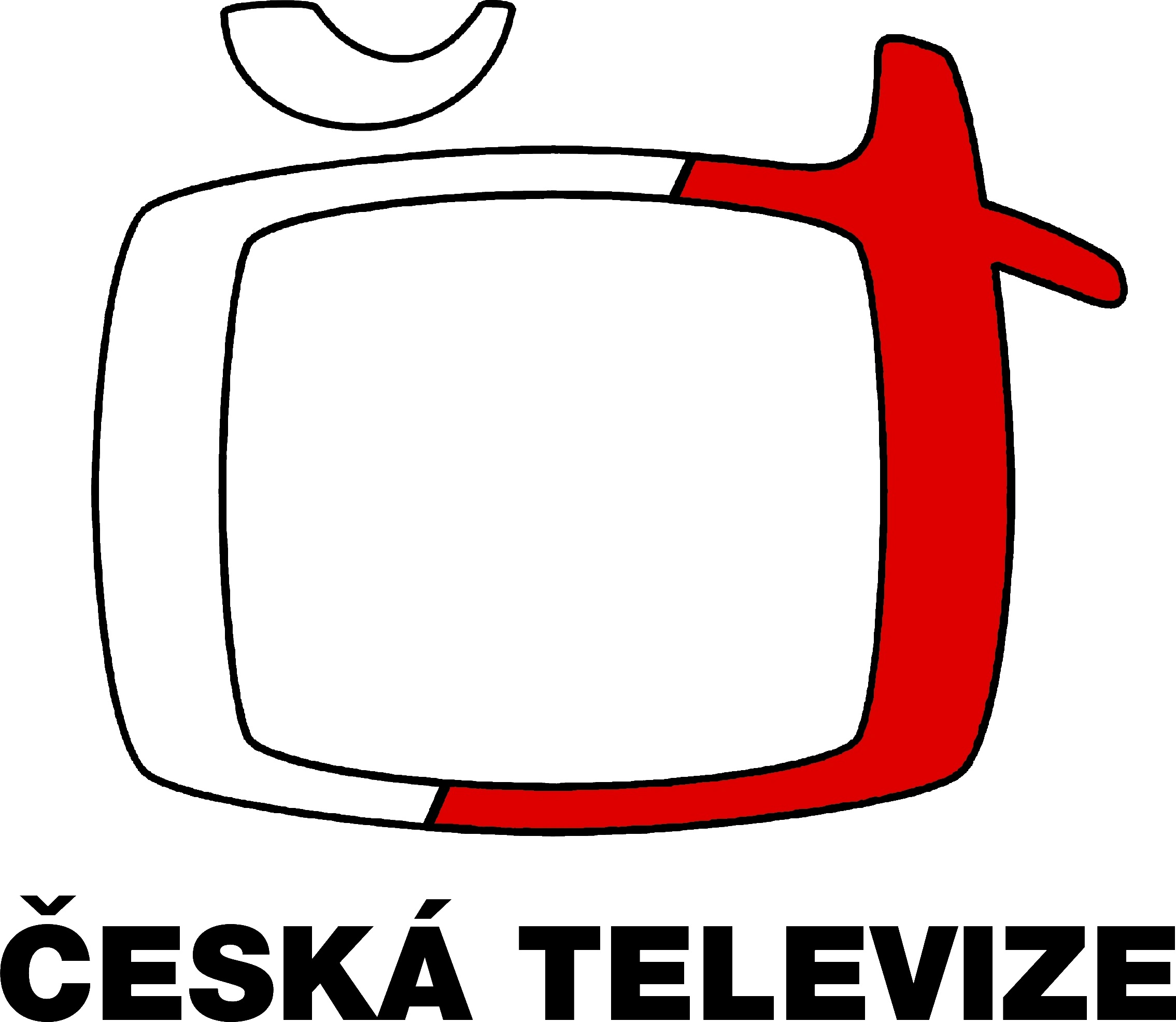
Logo desde 1997 hasta 2011.
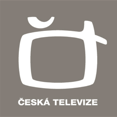
Logo desde 2011 hasta 2012.
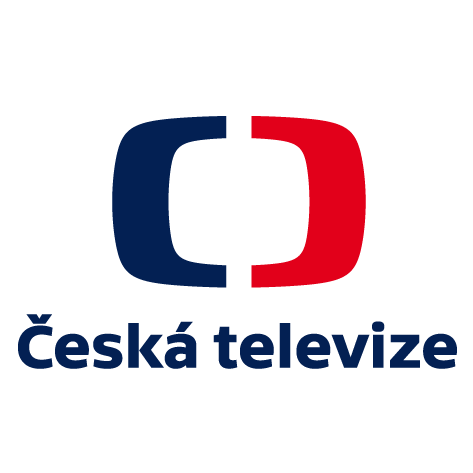
Logo actual.